# 沙丘遗址
沙丘遗址是考古学的一个术语，是指分布在沿海的沙滩、沙堤或沙洲上的遗址。类似的术语有山岗遗址、贝丘遗址等。
中国南方分布有很多沙丘遗址。